# Странка за независност Порторика
Странка за независност Порторика (шп. Partido Independentista Puertorriqueño, PIP), је порториканска политичка странка која се залаже за независност од САД. То је једна од три најјаче политичке партије у Порторику.
Следбеници ове странке себе зову борцима за независност или пипиолосима.

## Историја
Странка је своју активност започела као изборно крило порториканског покрета за независност, која је била највећа странка која се залаже за независност порторика.

## Оснивање
Странку је 20. октобра 1946. године основао Хилберто Консепсион де Грасија.